# Björgólfur Guðmundsson
Björgólfur Guðmundsson (* 2. Januar 1941 in Reykjavík; † 2. Februar 2025) war ein isländischer Unternehmer. Er war Vorsitzender und Besitzer des West Ham United FC. Er war der zweite isländische Geschäftsmann, der es zum Milliardär brachte – sein Sohn Björgólfur Thor Björgólfsson war der Erste, dem dies gelang. Björgólfur war einst der Mehrheitseigner und Vorsitzende der mittlerweile verstaatlichten isländischen Bank Landsbanki, des zweitgrößten Unternehmens in ganz Island. Im März 2008 wurde er vom Forbes Magazine als der 1014. reichste Mann der Welt geführt, mit einem Vermögen von 1,1 Milliarden US-Dollar. Im Dezember des gleichen Jahres korrigierte das Forbes Magazine sein Vermögen allerdings auf 0 US-Dollar und am 31. Juli 2009 wurde er von einem isländischen Gericht für insolvent erklärt – seine Schulden betrugen zu dem Zeitpunkt fast 800 Millionen US-Dollar.
Der ehemalige Fußballspieler, Möbelpacker und Jurastudent Björgólfur engagierte sich auch philanthropisch. In den 1990ern wurde er zu einer Gefängnisstrafe von 12 Monaten verurteilt, weil er die Bücher seiner Firma gefälscht hatte.
Danach ging er nach Russland, baute erfolgreich eine weitere Firma auf und kam nach deren Verkauf zurück nach Island, wo er nun in verschiedenen Geschäftsfelder involviert war: Schifffahrt, Verlagswesen, Kommunikationsunternehmen, Lebensmittelindustrie und Immobilien.

## Junge Jahre und Heirat
Björgólfurs Eltern waren Guðmundur Pétur Ólafsson (1911–1979) und Kristín Davíðsdóttir. Björgólfur hatte einen älteren Bruder, Davíð, und Schwestern. 1962 machte Björgólfur seinen Abschluss am Commercial College of Iceland, außerdem war er seit dieser Zeit Mitglied der Unabhängigkeitspartei.
Im Jahr 1963 heiratete er Margrét Þóra Hallgrímsson, adoptierte die Kinder aus ihren vorangegangenen Ehen mit Thor Philip Axel Jensen und George Lincoln Rockwell und bekam einen Sohn mit ihr, Björgólfur Thor Björgólfsson.
Von 1962 bis 1977 war Björgólfur zuerst der Gründer, dann der Geschäftsführer von Dósagerðin hf., von 1977 bis 1986 der Geschäftsführer von Hafskip und außerdem verantwortlich für sämtliche Tochterunternehmen des Schifffahrtsunternehmens in Europa und den USA.

## Hafskip-Affäre
Das Schifffahrtsunternehmen Hafskip war der größte Konkurrent für die etablierte Reederei Eimskip. Zu Beginn gab es genug Arbeit für beide Reedereien, da sie Transporte für die in Island stationierten amerikanischen Soldaten übernahmen. Als allerdings eine amerikanische Firma anfing, dieselben Routen abzudecken, geriet Hafskip ins Schwimmen. Björgólfur nahm mehrere Kredite auf, um die Geschäfte am Laufen zu halten. Trotz dessen konnte er Anfang der 1980er Jahre seine Rechnungen nicht mehr bezahlen und geriet bei seiner Bank (Útvegsbankinn) in Zahlungsverzug.
Björgólfur wurde daraufhin angeklagt und auf Grund von Unregelmäßigkeiten in seiner Buchführung zu einer 12-monatigen Gefängnisstrafe verurteilt. Hält man sich an die Interpretation Illugi Jökulssons, der ein Buch über die Hafskip Affäre verfasst hat, ging es bei dieser Strafe aber weniger darum einen Rivalen von Eimskip (, die später Hafskip übernahmen) aus dem Weg zu schaffen, sondern es war eher ein Versuch der Progressive Party vom Fall eines Mannes zu profitieren, der so offensichtlich mit der Unabhängigkeitspartei verbunden war.
Diese Geschehnisse hatten einen beachtlichen Effekt auf Björgólfur und seinen Sohn und beide gaben später an, dass ihre nachfolgenden ökonomischen Aktivitäten eine Art Rache an ihren damaligen Peinigern waren und sie versuchten, dadurch ihren Ruf wiederherzustellen. Einer der Schritte, mit denen Björgólfur in den folgenden Jahren versuchte, seinen Ruf wiederherzustellen, war die Gründung einer erfolgreichen Entzugsklinik für Alkoholiker in Reykjavík.
Von 1986 bis 1991 war Björgólfur der Geschäftsführer und Inhaber von Icestar Ltd. in Kopenhagen und arbeitete als Berater für die „AMA Agencies“ in London, wo er bezüglich Fragen zur Schifffahrtsindustrie zur Verfügung stand.

## Getränkeindustrie in Sankt Petersburg
Im Nachlauf an die Hafskip Affäre begann Björgólfur im Jahr 1991 die Brauerei- und Getränkesparte von Pharmaco zu führen.
Als Pharmaco in den frühen 1990er Jahren gezwungen war, unausgelastete Abfüllmaschinen zu verkaufen, nutze Björgólfur die Gelegenheit und gründete zusammen mit Magnús Þorsteinsson und seinem Sohn Björgólfur Thor das Unternehmen Bravo Brewery in St. Petersburg. Dieses Unternehmen wurde von Erfolg gekrönt, sodass die Beteiligten dieses später für 400 Millionen US-Dollar an Heineken verkaufen konnten. Nach dem erfolgreichen Verkauf im Jahre 2002 kehrte Björgólfur nach Island zurück und legte seinen Gewinn sowohl dort, als auch in anderen Ländern an.
Während seiner Zeit in Russland wurde Björgólfur mehrfach mit der russischen Mafia in Verbindung gebracht.

## Boom-Jahre: Vorsitzender der Landsbanki
Ende des Jahres 2002 übernahm die Firma Samson, die Björgólfur Thor Bjþorgólfsson und Björgólfur Guðmundsson gehörte, im Rahmen einer umstrittenen Privatisierung 45 % der Anteile der Landsbanki, Islands zweitgrößter Bank. Als im Februar 2003 die neue Geschäftsleitung bekanntgegeben wurde, wurde Björgólfur Guðmundsson zum Geschäftsführer ernannt.
Während dieser Zeit wurde Björgólfur auf Grund seiner Wohltätigkeit berühmt und beliebt und zwar sowohl wegen seiner eigenen Beiträge zusammen mit seiner Frau Þóra, als auch durch die Beiträge der Landsbanki. Die größten Spenden gingen an das Isländische Nationaltheater, damit dieses eine neue Bühne bauen konnte, das Isländische Sinfonieorchester, das Listahátíð í Reykjavík, die isländische Oper, den Knattspyrnusamband Íslands, die Universität Island und die Universität Akureyri.
Nach der Finanzkrise von 2008 hat sich herausgestellt, dass diese massive Unterstützung der Intellektuellen viele kritische Stimmen zum Bankenboom zum Schweigen gebracht und somit geholfen hat, den Zusammenbruch dessen zu ermöglichen.

## Bankenkrise und Privatinsolvenz
Nach dem Zusammenbruch der Wirtschaft im Jahr 2008 wurde Björgólfur Guðmundsson von den isländischen Medien zu einem der Hauptschuldigen gemacht. Im Zuge der Wahrheitsfindung plante die isländische Regierung nun, sein Vorgehen zu untersuchen.
Als Björgólfur 2009 Privatinsolvenz anmeldete, ging das als die bisher schwerwiegendste Privatinsolvenz in die Geschichte ein.